# Garra bispinosa
Garra bispinosa är en fiskart som beskrevs av Zhang 2005. Garra bispinosa ingår i släktet Garra och familjen karpfiskar. IUCN kategoriserar arten globalt som sårbar. Inga underarter finns listade i Catalogue of Life.